# Бовайна (Нью-Йорк)
Бовайна (англ. Bovina) — місто (англ. town) в США, в окрузі Делавер штату Нью-Йорк. Населення — 658 осіб (2020).

## Демографія
Згідно з переписом 2010 року, у місті мешкали 633 особи в 287 домогосподарствах у складі 197 родин. Було 570 помешкань
Расовий склад населення:
| - 95,9 % — білих - 1,7 % — азіатів - 0,8 % — чорних або афроамериканців - 0,2 % — корінних американців |

До двох чи більше рас належало 1,4 %. Частка іспаномовних становила 1,9 % від усіх жителів.
За віковим діапазоном населення розподілялося таким чином: 17,5 % — особи молодші 18 років, 62,0 % — особи у віці 18—64 років, 20,5 % — особи у віці 65 років та старші. Медіана віку мешканця становила 52,2 року. На 100 осіб жіночої статі у місті припадало 109,6 чоловіків;  на 100 жінок у віці від 18 років та старших — 107,1 чоловіків також старших 18 років.
Середній дохід на одне домашнє господарство  становив 100 875 доларів США (медіана — 67 500), а середній дохід на одну сім'ю — 111 655 доларів (медіана — 86 563). Медіана доходів становила 63 750 доларів для чоловіків та 29 327 доларів для жінок. За межею бідності перебувало 8,8 % осіб, у тому числі 15,0 % дітей у віці до 18 років та 3,4 % осіб у віці 65 років та старших.
Цивільне працевлаштоване населення становило 348 осіб. Основні галузі зайнятості: освіта, охорона здоров'я та соціальна допомога — 19,8 %, роздрібна торгівля — 16,1 %, транспорт — 10,9 %, будівництво — 10,6 %.